# Arthroleptis poecilonotus
Arthroleptis poecilonotus är en groddjursart som beskrevs av Peters 1863. Arthroleptis poecilonotus ingår i släktet Arthroleptis och familjen Arthroleptidae. IUCN kategoriserar arten globalt som livskraftig. Inga underarter finns listade i Catalogue of Life.